# Ogura Shimpei
Ogura Shimpei (japanisch 小倉 進平; geboren 4. Juni 1882 in Sendai (Präfektur Miyagi); gestorben 8. Februar 1944 in Tokio) war ein japanischer Linguist mit dem Schwerpunkt Koreanisch.

## Leben und Wirken
Ogura Shimpei machte 1906 seinen Studienabschluss an der Universität Tokio in Linguistik. 1911 ging er zum Sprachstudium nach Korea. 1926 wurde er Professor an der gerade gegründeten Kaiserlichen Universität Keijō in Seoul. 1933 übernahm er eine Professur an seiner Alma Mater, blieb aber auch Professor in Seoul.
Für seine Beiträge von unschätzbaren Wert für das Studien des Alt-Koreanischen erhielt er 1935 den Ehrenpreis (恩賜賞; Onshi-shō) der Japanischen Akademie der Wissenschaften. 1943 ging er in den Ruhestand. Im selben Jahr wurde er für seine „Besonderen Verdienste für die koreanische Kultur“ (朝鮮文化功労, Chōsenbukakōrō) ausgezeichnet.
Zu Oguras wichtigsten Publikationen gehören:
- „Kyōka oyobi ritō no kenkyū“ (鄉歌及び吏讀の研究) 1929, eine Studie der Hyangga, der koreanischen Gedichte der Silla-Periode, und Idu, der chinesischen Schriftzeichen, die phonetisch genutzt wurden,
- „Sendai hōgen onin kō“ (仙台方言音韻考) – „Überlegungen zu den Phonemen des Sendai-Dialekts“ 1932,
- „Chōsengo ni okeru kenjōhō, sonkeihō no jodō-shi “ (朝鮮語に於ける謙譲法・尊敬法の助動詞) – „Die Hilfsverben der höflichen Sprechweise bzw. der Ehrerbietung in der koreanischen Sprache“ 1938 und
- „Zōtei Chōsen gogaku-shi“ (増訂朝鮮語語学史) – „Die Entwicklung der koreanischen Sprache“ 1920, 1940 Neuausgabe.

Aus dem Nachlass:
- „Chōsengo hōgen no kenkyū“ (朝鮮語方言の研究) „Studien zu koreanischen Dialekten“, 2 Bände, 1944.

Oguras Veröffentlichungen wurden von 1974 bis 1975 in vier Bänden unter dem Titel „Ogura Shimpei hakase chosakushū“ (小倉進平博士著作集) herausgegeben.